# 猫与桃花源
《猫与桃花源》（英文：Cats and Peachtopia）是由王微执导及编剧的2018年中国动画喜剧电影，由追光动画制作。2018年4月5日在中華人民共和國首映。

## 角色
- 李宇峰 配音 毯子
- 杨砚铎 配音 斗篷
- 周华健 配音 弹琴猫
- 张喆 配音 金刚
- 陈霖生 配音 黑猫

## 外部連結
- 互联网电影数据库（IMDb）上《猫与桃花源》的资料（英文）
- 爛番茄上《猫与桃花源》的資料（英文）
- 豆瓣电影上《猫与桃花源》的資料 （简体中文）